# Draycott (Mendip)
Draycott – wieś w Anglii, w hrabstwie Somerset, w dystrykcie (unitary authority) Somerset. Leży 25 km na południowy zachód od miasta Bristol i 185 km na zachód od Londynu. W 2016 miejscowość liczyła 1042 mieszkańców. Draycott jest wspomniana w Domesday Book (1086) jako Draicote.